# Lotus-Geburt
Bei einer Lotus-Geburt, im englischsprachigen Raum lotus birth oder auch umbilical nonseverance genannt, wird nach der Geburt die Nabelschnur nicht abgeklemmt und die Plazenta am Neugeborenen belassen, um eine postulierte „natürliche“ Abnabelung abzuwarten. Die Dauer beträgt 3 bis 10 Tage.
Die Bezeichnung Lotus-Geburt geht auf die amerikanische Hellseherin Claire Lotus Day zurück, die die gängige Praxis und die Notwendigkeit des Durchtrennens der Nabelschnur in den 1980er Jahren hinterfragte. Day gilt als erste Frau der westlichen Welt, die die Nabelschnur bei der Geburt ihres Kindes intakt ließ. In den USA wurde die Lotusgeburt durch Jeannine Parvati Baker, in Australien durch Shivam Rachana propagiert.
Die Lotus-Geburt hat also nichts mit dem reinen Geburtsvorgang zu tun, nichts mit der Lotusblume oder dem Lotussitz, sondern beschreibt ausschließlich, dass die Plazenta mit dem Neugeborenen verbunden bleibt.
Postuliert wird eine spirituelle Einheit zwischen Neugeborenen und der Plazenta, was zu Geborgenheit und Glück im späteren Leben führen würde.
Bay berief sich in ihrer Theorie auf Beobachtungen, dass Schimpansen die Plazenta auch aufbewahren würden. Dies ist aber nach Beobachtungen von Tierforschern nicht richtig, vielmehr durchtrennen Schimpansenweibchen die Nabelschnur und essen die Plazenta auf.

## Veränderungen der Plazenta nach der Geburt
Aus medizinischer Sicht besteht keine Notwendigkeit, die Verbindung der Nabelschnur mit der Plazenta länger als wenige Minuten nach der Geburt bestehen zu lassen, da der Blutfluss von der Plazenta zum Neugeborenen endet und Nabelschnur und Plazenta absterben. Danach beginnt die Zersetzung der Plazenta, wodurch eine Infektionsgefahr durch Bakterien für das Kind besteht. Die angeblichen Vorteile der Lotusgeburt haben keine wissenschaftliche Grundlage.
Allerdings besteht ein Infektionsrisiko durch aufsteigende Keime, vor allem Staphylokokken, die sich besonders im Blutkuchen vermehren und entlang der abgestorbenen Nabelschnur ausbreiten können. Es wurde bereits ein Fall einer Sepsis (Blutvergiftung) bei einem Neugeborenen beschrieben. Entsprechend warnt das britische Royal College of Obstetricians and Gynaecologists vor den Risiken. Als Gegenmaßnahmen wird aber von Befürwortern der Lotus-Geburt empfohlen, die Plazenta zu waschen, mit Salz und Kräutern einzureiben, und so im Sinne eines Pökelns den bakteriellen Fäulnisvorgang zu unterbrechen und die Plazenta auszutrocknen.
Nach einigen Tagen fällt die Nabelschnur ab, so, wie dies auch mit dem normalen abgeklemmten Nabelrest geschieht.